# NGC 348
NGC 348 is een spiraalvormig sterrenstelsel in het sterrenbeeld Phoenix. Het hemelobject ligt ongeveer 375 miljoen lichtjaar van de Aarde verwijderd en werd op 3 oktober 1834 ontdekt door de Britse astronoom John Herschel.

## Synoniemen
- PGC 3632
- ESO 151-17